# Maison de la rue Armstrong
La maison de la rue Armstrong est le nom habituellement donné au lieu où le ministre Pierre Laporte est décédé aux mains de ses ravisseurs du Front de libération du Québec. Cette rue, qui se nomme maintenant " Bachand " , est le théâtre de plusieurs pièces, romans, essais, films québécois posant le problème de la violence politique. En raison de sa proximité avec la base militaire de Saint-Hubert et des mouvements des forces de l'ordre survenus pendant les évènements dans la maison qui lui est adjacente, la maison de la rue Armstrong continue, plus de 40 ans après la crise d'Octobre, de susciter des réflexions, en plus d'alimenter l'imaginaire.

## Œuvres

### Fiction
- Cité interdite (1991), pièce de Dominic Champagne. La première partie de la pièce juxtapose puis superpose la maison de la rue Armstrong et un tribunal.
- Octobre (1994), film de Pierre Falardeau. Le récit se passe pour l'essentiel dans la maison de la rue Armstrong.
- Nô (1998), film de Robert Lepage. L'amoureux de Sophie, poseur de bombes, débat dans un huis clos avec ses amis révolutionnaires et indépendantistes tandis que des policiers les surveillent dans la maison voisine.
- Octobre 70 (2009), pièce de Martin Genest basée sur le film de Pierre Falardeau.
- La Constellation du Lynx (2010), roman de Louis Hamelin. L'exploration par le protagoniste, l'écrivain Sam Nihilo, des rapports journalistiques contradictoires au sujet de la visite policière de la maison voisine et des livraisons de poulet à la maison de la rue Armstrong, ainsi que l'exploration de la géographie avoisinante, l'amènent à pousser son enquête sur la crise d'Octobre plus avant.

### Autobiographie
- Pour en finir avec octobre, autobiographie de Francis Simard, ex-felquiste et ravisseur de Pierre Laporte. Il a collaboré à l'écriture du scénario du film de Pierre Falardeau. Il s'agit du seul récit des événements de la maison de la rue Armstrong qui ait été relaté.

### Essais
- L'Éxécution de Pierre Laporte (1977), essai de Pierre Vallières. D'après Vallières, la surveillance électronique est au cœur des événements survenus dans la maison de la rue Armstrong, qui eux-mêmes sont au centre d'une stratégie du gouvernement fédéral visant à discréditer le projet indépendantiste québécois.

## Enquêtes
Après la crise d'Octobre, l'écrivain Jacques Ferron (qui avait été désigné par la cellule Chénier comme médiateur) et Pierre Vallières se sont interrogés sur de nombreux détails non concordants, et notamment sur le fait que le corps sans vie de Pierre Laporte avait été transporté par les felquistes à l'entrée de la base militaire de Saint-Hubert, où circulait un important contingent militaire, alors qu'un terrain vague était situé tout juste à côté du lieu de séquestration de Pierre Laporte. D'après Louis Hamelin, la décision de changer le nom de la rue n'a pas été prise pour éviter le tourisme mais pour prévenir la visite d'observateurs curieux de constater par eux-mêmes 
« à quel point l'extrémité nord de la rue Armstrong offrait un fabuleux territoire où abandonner une voiture avec un cadavre à l'intérieur. [...]. La rue finit 200 mètres plus loin. Au-delà s'étendent des champs et des lisières boisées presque à perte de vue. Mais ce n'est pas de ce côté qu'ils ont tourné, non. Avec un mort fourré dans le coffre de l'auto, les hommes de la cellule Chénier ont choisi de couvrir une distance trois fois plus grande, de prendre le risque de croiser une patrouille à l'intersection du chemin de la Savane et de se diriger plutôt vers l'extrémité sud de la rue et les limites de la base militaire... »
À l'heure actuelle, le fait même que les felquistes auraient déposé Pierre Laporte à l'entrée de la base militaire semble peu probable (« un autre mensonge de Francis Simard », affirme le journaliste du Devoir) puisque, une fois de plus, la géographie des lieux semble contredire l'explication des ravisseurs, qui auraient laissé la voiture sans conducteur, « au neutre », avancer (mais pas en ligne droite) pour pénétrer dans l'espace clôturé de la base militaire.
Pour ces raisons, la maison de la rue Armstrong le 17 octobre 1970 est analogue pour certains, à la Dealey Plaza le 22 novembre (lieu et jour de l'assassinat de John F. Kennedy); la mort de Pierre Laporte est vue comme l'affaire JFK des Québécois.